# Skin Chamber
A Skin Chamber (szó szerinti jelentése: Bőrkamra) egy rövid életű indusztriális metal/noise együttes volt. 1991-ben alakultak Bostonban, és 1993-ban oszlottak fel. Paul Lemos és Chris Moriarty, a Controlled Bleeding tagjai alapították. Ez a zenekar az előd-együttesnél keményebb hangzásvilággal rendelkezett. Két albumot jelentettek meg, amelyet a Roadrunner Records adott ki. Hatásukként főleg a Swans-t, a Godflesh-t illetve a Scorn-t jelölték meg, de az extrém metal és a grindcore műfaja is hatással volt az együttesre. 

## Tagjai
- Chris Moriarty - dob, ének, ütős hangszerek (1991-1993, 2008-ban elhunyt)
- Paul Lemos - gitár, basszusgitár, ütős hangszerek, ének (1991-1993)

## Diszkográfiájuk
- Wound - album, 1991
- Trial - album, 1993